# 3782 Celle
A 3782 Celle (ideiglenes jelöléssel 1986 TE) a Naprendszer kisbolygóövében található aszteroida. Jensen, P. fedezte fel 1986. október 3-án.